# Sphaerodactylus dacnicolor
Sphaerodactylus dacnicolor — вид геконоподібних ящірок родини Sphaerodactylidae. Ендемік Ямайки.

## Поширення і екологія
Sphaerodactylus dacnicolor мешкають на сході острова Ямайка, на сході округ Портленд і Сент-Томас. Вони живуть у вологих тропічних лісах, що ростуть на вапнякових ґрунтах, серед опалого листя і заростей бромелієвих. Зустрічаються на висоті до 240 м над рівнем моря. Відкладають яйця.

## Збереження
МСОП класифікує цей вид як такий, що перебуває під загрозою зникнення. Sphaerodactylus dacnicolor загрожує знищення природного середовища. 